# Zielonka (powiat kraśnicki)
Zielonka – wieś w Polsce położona w województwie lubelskim, w powiecie kraśnickim, w gminie Trzydnik Duży.
W latach 1975–1998 miejscowość należała administracyjnie do województwa tarnobrzeskiego.
Wieś stanowi sołectwo gminy Trzydnik Duży. Według Narodowego Spisu Powszechnego (III 2011 r.) wieś liczyła 137 mieszkańców.

## Historia
Słownik geograficzny Królestwa Polskiego z roku 1895 opisuje wsie Zielonka Górna, wieś i folwark i Zielonka Dolna alias Elżbiecin, folwark w powiecie janowskim, gminie Trzydnik, parafii Rzeczyca, odległe 22 wiorst od Janowa, 10 wiorst od Kraśnika.
Folwark Zielonka Górna w roku 1872 oddzielony od dóbr Rzeczyca Ziemiańska rozległość którego wynosiła mórg 522 w tym: gruntu ornego i ogrodów mórg 363, łąk mórg 11, pastwisk mórg 15, lasu mórg 104, w odpadkach mórg 17, nieużytków mórg 12. Budynków drewnianych 5, las nieurządzony, w okolicy pokłady kamienia. Obecnie (rok 1895) sprzedany kolonistom, przy udziale Banku Włościańskiego i rozdzielony na 28 osad.
Wieś Zielonka Górna miała w tym czasie 6 osad 61 mieszkańców i 92 morgi gruntu.
Zielonka Dolna, folwark posiadał 148 mórg Wchodził w skład dóbr Rzeczyca Ziemiańska do roku 1879.